# Bollwinwiesen/Großer Gollinsee
Bollwinwiesen/Großer Gollinsee este o arie protejată (arie specială de conservare — SAC, sit de importanță comunitară — SCI) din Germania întinsă pe o suprafață de 905,74 ha, integral pe uscat.

## Localizare
Centrul sitului Bollwinwiesen/Großer Gollinsee este situat la coordonatele 53°03′15″N 13°35′08″E / 53.0542°N 13.5856°E.

## Înființare
Situl Bollwinwiesen/Großer Gollinsee a fost declarat sit de importanță comunitară în septembrie 2000 pentru a proteja 4 specii de animale. Situl a fost protejat și ca arie specială de conservare în octombrie 1990.

## Biodiversitate
Situată în ecoregiunea continentală, aria protejată conține 9 habitate naturale: Ape puternic oligomezotrofe cu vegetație bentonică cu Chara spp., Lacuri și iazuri distrofice naturale, Cursuri de apă de la nivel de câmpie la nivel montan, cu vegetație Ranunculion fluitantis și Callitricho-Batrachion, Liziere de ierburi înalte hidrofile de câmpie și de nivel montan până la alpin, Mlaștini turboase de tranziție și turbării mișcătoare, Depresiuni pe substraturi de turbă de Rhynchosporion, Mlaștini calcaroase cu Cladium mariscus și specii de Caricion davallianae, Mlaștini alcaline, Mlaștini împădurite.
La baza desemnării sitului se află mai multe specii protejate:
- mamifere (2): castor (Castor fiber), vidră de râu (Lutra lutra)
- nevertebrate (1): libelule (Leucorrhinia pectoralis)
- pești (1): boarță (Rhodeus sericeus amarus)

Pe lângă speciile protejate, pe teritoriul sitului au mai fost identificate 1 specie de amfibieni.